# Adenocarpus faurei
Adenocarpus faurei là một loài thực vật có hoa trong họ Đậu. Loài này được Maire miêu tả khoa học đầu tiên.